# Бахрі Оручі
Бахрі Оручі (алб. Bahri Oruçi, серб. Бахри Оручи, Bahri Oruči; нар. 9 лютого 1930, Мікушніца, біля Косовської Мітровіці — пом. 16 листопада 2011, Ульцинь) — югославський політик албанського походження. Член Союзу комуністів Югославії з 1949.
- Організаційний секретар міського і районного комітетів СК у Косовській Мітровіці
- Делегат Федеральної ради Федеральних зборів
- Член провінційного комітету СК Косова
- Член ЦК Соціалістичного союзу трудового народу Сербії
- Секретар Комісії ЦК СКЮ
- Голова Ради трудящих комбінату «Трепча»
- Секретар палати Союзу профспілок Сербії
- Секретар міського комітету СК у Косовській Мітровіці з 1969
- Голова Виконавчої ради Косова з травня 1978 по травень 1980